# Domaine de Miike

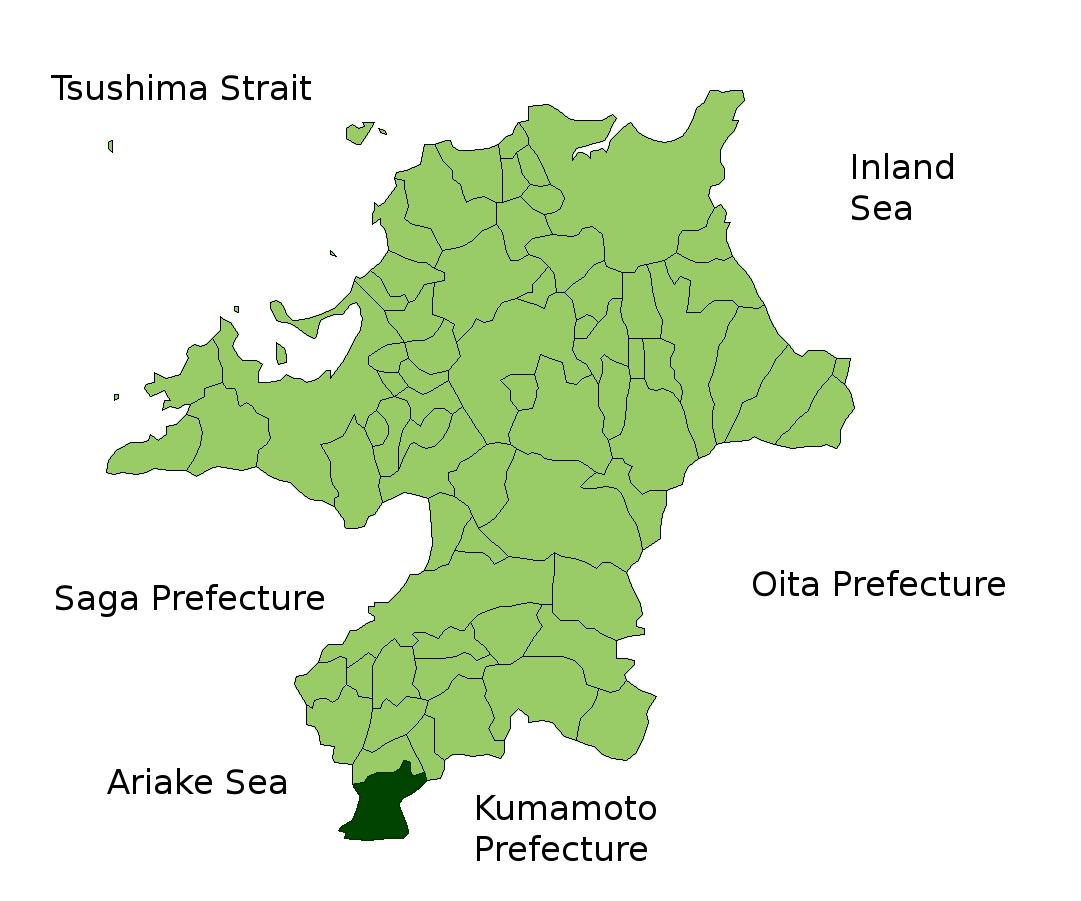
Situation de Miike (maintenant Ōmuta) dans la préfecture de Fukuoka.

Le domaine de Miike (三池藩, Miike-han) était un domaine féodal japonais de l'époque d'Edo situé dans la province de Chikugo (de nos jours Ōmuta).

## Liste des daimyos
- Clan Tachibana, 1621-1806 ; 1868-1871 (tozama daimyo ; 10 000 koku)

1. Tanetsugu
2. Tanenaga
3. Taneakira
4. Tsuranaga
5. Nagahiro
6. Tanechika
7. Taneyoshi (transféré au domaine de Shimotedo, Taneharu Tachibana lui succède)
8. Taneyuki (de retour de Shimotedo)

## Source de la traduction
- (en) Cet article est partiellement ou en totalité issu de l’article de Wikipédia en anglais intitulé « Miike Domain » (voir la liste des auteurs).